# Amusementsmuziek
Amusementsmuziek is een verzamelterm voor alle muziek die bovenal bedoeld is om te vermaken.
Muziek heeft heel lang een puur dienende functie gehad. De troubadours die in de middeleeuwen van stad tot stad trokken waren voor hun inkomen afhankelijk van de gunsten van een luisterend publiek. Hun liederen en verhalen moesten dan ook vooral mensen aantrekken in plaats van afstoten.

## Vormen van amusementsmuziek
- Gebruiksmuziek (dansmuziek)
- Volkslied (van een land)
- Volksliederen (bijvoorbeeld voetballiederen)
- Hoempapa
- Easy listening
- Muzak
- Lichte muziek
- Toegepaste muziek (filmmuziek)

## Tegengestelde vorm
Het tegenovergestelde van amusementsmuziek is kunstmuziek.